# Sun Jing
Sun Jing est un frère cadet du seigneur de guerre Sun Jian à la fin de la dynastie Han de l'Histoire de la Chine. Il le suit dans sa campagne contre les Turbans jaunes puis contre Dong Zhuo. Après la mort de Sun Jian, Sun Jing devient le conseiller de son fils ainé, Sun Ce. Il l'aide à conquérir le territoire des Wu et à qui il sert de conseiller durant la bataille contre Wang Lang. Il est également ordonné à Sun Jing de défendre la ville de Shaoxing (會稽) quand elle est assiégée. Après que Sun Ce a subjugué le sud de la Chine, Sun Jing se retire à Huiji.
Il est resté célèbre pour avoir dit : « La guerre ne devrait pas servir à régler une rancune. » Il est le père de Sun Yu.